# Jean-Guy Bouchard
Pour les articles homonymes, voir Bouchard.
Jean-Guy Bouchard est un acteur québécois diplômé en interprétation de l'École nationale de théâtre en 1979. Il s'est fait connaître à la télévision notamment par ses différents personnages dans l'émission Le Club des 100 watts à Radio-Québec et par le rôle de Pit dans C't'à ton tour Laura Cadieux. Au cinéma, il a interprété le rôle de Tonio dans Requiem pour un beau sans-cœur et de Bertrand dans Le Nèg' de Robert Morin. Au théâtre il a été de la distribution de Chante avec moi d'Olivier Choinière (CNA et FTA) , de l'Odyssée de Dominique Champagne (TNM/PDA) et a joué le rôle du narrateur dans la version anglaise d'Encore une fois si vous permettez de Michel Tremblay à Washington (Arena Stage Theatre.) Il a terminé en 2014 une maîtrise à l'UQAM sur le théâtre colombien.

## Carrière

### Télévision
- 1986 : Lance et compte : Saison 1 : Paul, le portier
- 1992 : Le Club des 100 watts : le vendeur
- 1994 : Les grands procès : Roland Dion
- 1996 : Chercheurs d'or : Big Olaf
- 2002 : Le Dernier chapitre: La Suite : Moton
- 2003 : Le Petit Monde de Laura Cadieux : Pit
- 2003 : L'Odyssée
- 2002 : Lance et compte : Nouvelle Génération : Roland Bouchard
- 2009 : Le Petit Monde de Laura Cadieux 4 : Pit (mari de Laura à TVA)
- 2010 : Les Rescapés : Itinérant

### Cinéma
- 1984 : Les Années de rêves : un détective
- 1989 : The Carpenter : un travailleur
- 1989 : Anniversary : boulanger (et voix)
- 1992 : Requiem pour un beau sans-cœur : Tonio
- 1992 : La Vie fantôme : le voisin
- 1996 : Karmina : policier #1
- 1997 : J'en suis !
- 1997 : La Vengeance de la femme en noir : enquêteur déprimé
- 1997 : Strip Search : Joe
- 1998 : C't'à ton tour, Laura Cadieux de Denise Filiatrault : Pit Cadieux, époux de Laura
- 1998 : The Sleep Room : Mr. Beers
- 1998 : L'Âge de braise : déménageur 1
- 1998 : Fishtales : commis de magasin
- 1999 : Press Run : garde de l'hôtel
- 1999 : Requiem for Murder : patrouilleur #2
- 1999 : Post mortem : officier de police
- 1999 : Laura Cadieux... la suite de Denise Filiatrault : Pit Cadieux, époux de Laura
- 2000 : Isn't She Great : Teamster au sifflet de loup
- 2000 : Mon voisin le tueur (The Whole Nine Yards) : déménageur
- 2000 : Les Fantômes des trois Madeleine
- 2000 : Willie : M. Caron (1950)
- 2002 : Le Collectionneur : journaliste
- 2002 : Le Nèg' : Bertrand
- 2004 : C'est pas moi, c'est l'autre (film, 2004) : Bob
- 2006 : Que Dieu bénisse l'Amérique : père resto chinois
- 2006 : Cadavre exquis, première édition : Méphisto
- 2009 : Un cargo pour l'Afrique : homme tatoué
- 2009 : Caido : Dr Georges
- 2010 : Filière 13 : déménageur
- 2011 :  Frisson des collines: Rosaire Thibault
- 2011 : French Immersion (C'est la faute à Trudeau) : Euclide Tremblay Papa
- 2014 : Le Scaphandrier: Félix Lamontagne
- 2016 : Pays : Raymond